# سودان جنوبی در المپیک تابستانی ۲۰۲۴
کاروان المپیکی سودان جنوبی، یکی از کاروان‌های شرکت‌کننده در بازی‌های المپیک تابستانی ۲۰۲۴ بود. این دوره از بازی‌ها از ۲۶ ژوئیه تا ۱۱ اوت ۲۰۲۴ (۵ تا ۲۱ امرداد ۱۴۰۳ خورشیدی) به میزبانی پاریس، پایتخت فرانسه برگزار شد. این حضور، سومین حضور مستقل ورزشکاران این کاروان پس از نخستین حضور در المپیک ۲۰۱۶ ریو بود.
این ورزشکاران موفق به کسب هیچ مدالی نشدند.

## ورزشکاران
ورزشکاران این کاروات در رشته‌های زیر به رقابت پرداختند.
| ورزش        | مردان | زنان | مجموع |
| ----------- | ----- | ---- | ----- |
| دو و میدانی | ۱     | ۱    | ۲     |
| بسکتبال     | ۱۲    | ۰    | ۱۲    |
| مجموع       | ۱۳    | ۱    | ۱۴    |